# 23816 Rohitkamat
23816 Rohitkamat este un asteroid din centura principală de asteroizi.

## Descriere
23816 Rohitkamat este un asteroid din centura principală de asteroizi. A fost descoperit pe 17 august 1998 la Socorro, New Mexico, în cadrul proiectului LINEAR. Asteroidul prezintă o orbită caracterizată de o semiaxă mare de 2,76 ua, o excentricitate de 0,15 și o înclinație de 8,3° în raport cu ecliptica.